# Playa de El Picón
Las playa de El Picón se encuentran en el concejo asturiano de Navia, España, y pertenece a la localidad de Santa Marina. La playa tiene forma rectilínea, una longitud de unos 25-30 m y una anchura media de unos 10-12 m. Su entorno es rural, con un grado de urbanización medio y una peligrosidad baja. El acceso peatonal es de unos quinientos m de longitud y el lecho está compuesto de arenas gruesas y oscuras.
Para acceder a esta playa hay que partir desde el pueblo de Santa Marina en dirección oeste. Entre las localidades de Puerto de Vega y Santa Marina sale una carretera en dirección a la costa, la misma que para la Playa de La Isla (Navia) y una vez que se llega a una bifurcación en la que no hay que desviarse sino hay que seguir derecho llegando hasta solo unos 50 m del acceso directo a la playa que está remodelado.
Por sus cercanías pasa una senda costera, tiene un aparcamiento pero carece de cualquier servicio y las actividades recomendadas son la pesca recreativa con caña. Es conveniente llevar calzado adecuado para el baño debido a la gran cantidad de rocas que tiene el lecho.